# Elisa Tripodi
Elisa Tripodi, née le 1er août 1986 à Aoste, est une femme politique italienne.

## Biographie
Elisa Tripodi naît le 1er août 1986 à Aoste.
En janvier 2018, alors militante du Mouvement 5 étoiles (M5S), elle est désignée candidate du parti à la Chambre des députés pour les élections générales de 2018 dans la circonscription de la Vallée d'Aoste. Elle est élue députée en mars 2018. C’est la première fois de l’histoire qu’une femme est élue députée dans cette région,.